# 야하타촌 (오이타현 우사군)
야하타촌(八幡村)은 오이타현 우사군에 있던 촌이다. 현재의 우사시의 일부에 해당한다.